# Sebastian Nachreiner
Sebastian Nachreiner (Gottfrieding, 23 novembre 1988) è un ex calciatore tedesco, di ruolo difensore.

## Carriera
Ha giocato nella seconda divisione tedesca con lo Jahn Ratisbona, squadra con la quale ha giocato a livello professionistico dal 2010 al 2023.